# Love Sick
«Love Sick» es una canción del músico estadounidense Bob Dylan publicada en su trigésimo álbum de estudio, Time Out of Mind, en 1997, y extraída como segundo sencillo del álbum el 1 de junio de 1998.
El tema fue interpretado por Bob Dylan en la ceremonia de entrega de los Premios Grammy de 1998. Durante el recital, un hombre, con las palabras "Soy Bomb" (bomba de soja) escritas en su torso, salió al escenario, provocando la sorpresa de los espectadores y del propio Bob. Al poco tiempo, fue arrestado. En 2005, la banda Eels publicó una canción titulada "Whatever Happened to Soy Bomb" en su álbum Blinking Lights and Other Revelations.
"Love Sick" ha sido versionado por algunas bandas, destacando la adaptación hecha por The White Stripes.

## Lista de canciones

### "Love Sick" CD1 (COL 665997 2)
1. «»Love Sick (Live) - 5:29
  - Grabado en la ceremonia de entrega de los Premios Grammy el 25 de febrero de 1998
2. «Cold Irons Bound» (Live) - 6:50
  - Grabado en directo en El Rey Theatre de Los Ángeles, California, el 16 de diciembre de 1997
3. «Cocaine Blues» (Live) - 5:43
  - Grabado en directo en El Rey Theatre de Los Ángeles, California, el 16 de diciembre de 1997
4. «Born in Time» (Live) - 5:19
  - Grabado en directo en el Center for the Performing Arts de Nueva Jersey el 1 de febrero de 1998

### "Love Sick" CD2 (COL 665997 5)
1. «Love Sick» - 5:22
2. «Can't Wait» (Live) - 6:04
  - Grabado en directo en El Rey Theatre de Los Ángeles el 20 de diciembre de 1997
3. «Roving Gambler» (Live) - 3:53
  - Grabado en directo en El Rey Theatre de Los Ángeles el 17 de diciembre de 1997
4. «Blind Willie McTell» (Live) - 7:00
  - Grabado en directo en el Jones Beach Music Theater de Wantagh el 17 de agosto de 1998

### Love Sick: Dylan Alive! Vol. 1Japanese double EP
Disco uno
1. «Love Sick» - 5:22
2. Can't Wait (Live) - 6:04
3. Roving Gambler (Live) - 3:53
4. Blind Willie McTell (Live) - 7:00

Disco dos
1. Love Sick (Live) - 5:29
2. Cold Irons Bound (Live) - 6:50
  - Grabado en directo en El Rey Theatre de Los Ángeles, California, el 16 de diciembre de 1997
3. Cocaine Blues (Live) - 5:43
  - Grabado en directo en El Rey Theatre de Los Ángeles, California, el 16 de diciembre de 1997
4. Born in Time (Live) - 5:19

### Victoria's SecretExclusive EP
1. «She Belongs to Me» - 2:46
2. «Don't Think Twice, It's All Right» - 3:38
3. «To Ramona» - 3:51
4. «Boots of Spanish Leather» - 4:37
5. «It's All Over Now, Baby Blue» - 4:13
6. «Love Sick» (Remix) - 5:24
7. «Make You Feel My Love» - 3:31
8. «Things Have Changed» - 5:08
9. «Sugar Baby» - 6:41